# 순양함

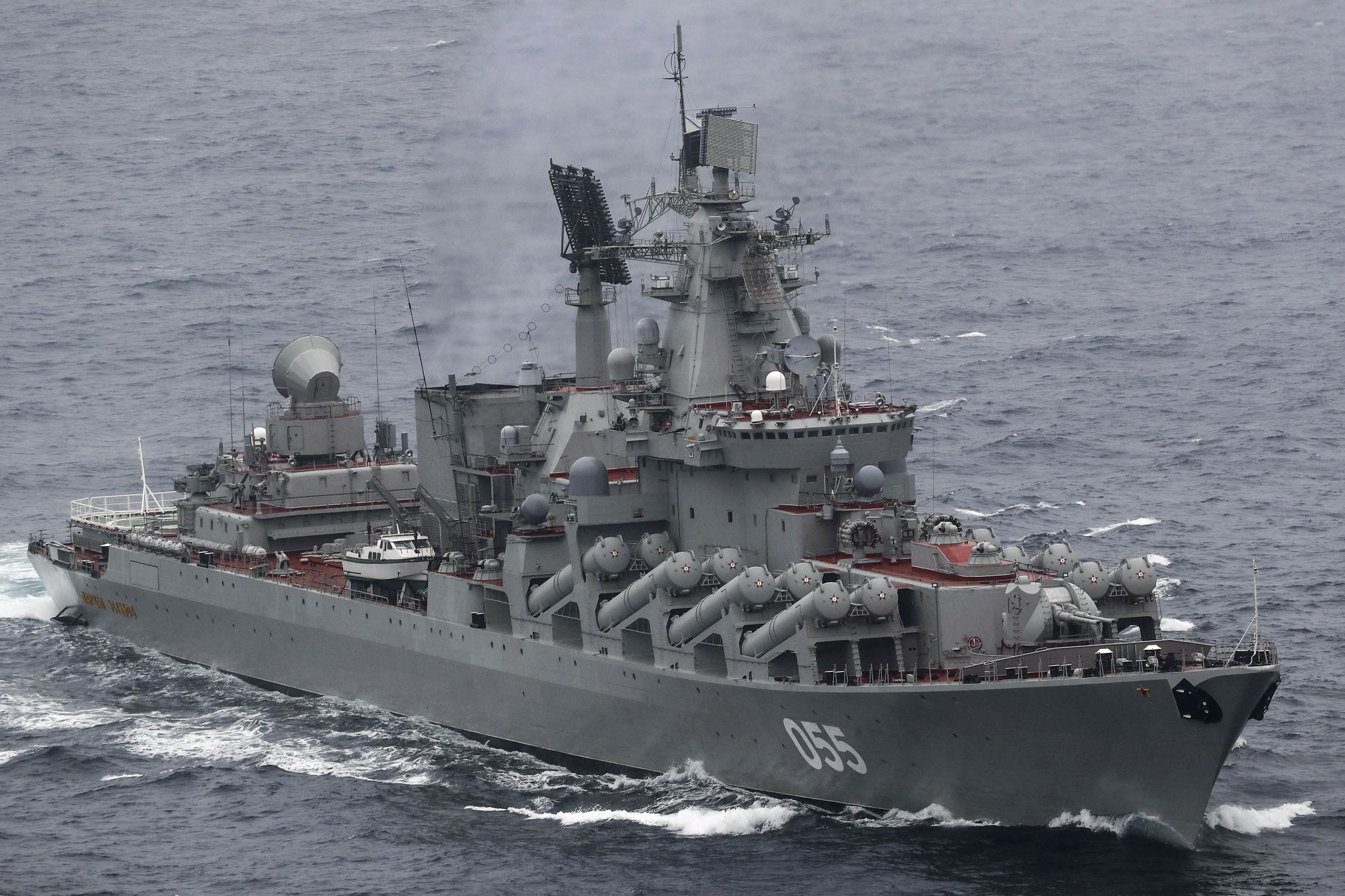
러시아 해군의 '슬라바'급 전투순양함

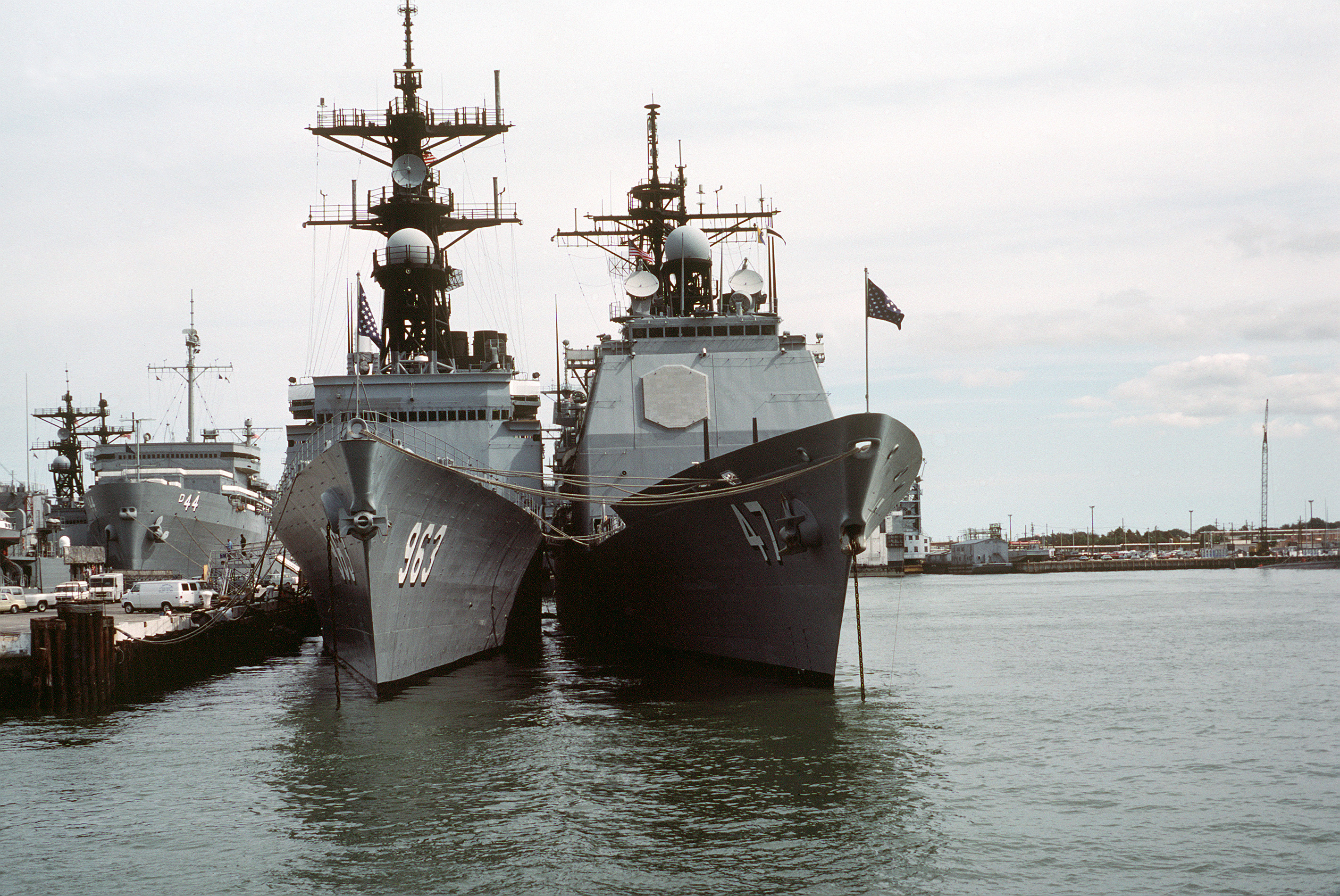
타이콘데로가급 순양함의 설계는 스프루언스급 구축함의 설계를 기반으로 한다.

순양함(巡洋艦, 영어: cruiser)은 배수량이 항공모함 및 강습상륙함보다 작고 구축함보다는 큰 전투함이다. 시대에 따라 의미가 조금씩 다르지만 기원은 단독으로 전술 임무를 수행할 수 있도록 설계된 군함에서 시작되었다. 전함의 경우는 대규모 해전을 대비하여 배수량이 크고 대구경 화포를 다수 탑재하며 승조원의 수도 대단히 많으므로, 실제로 해전 상황이 아닌 경우에 투입하는 군함으로는 부적합했다. 따라서 적당한 무장과 승조원을 갖추고 장거리 임무를 수행하기 위한 목적으로 운용하는 군함이 필요하게 되었으며, 이 목적에 맞게 만들어진 군함이 순양함이다.

## 역사
전열함이 발전하는 것과 동시에, 순양함도 발전하게 된다. 거함거포주의 하에서도 함대 결전을 목적으로 하는 전함과 달리 순양함은 단독 항행으로 통상 파괴전을 수행하거나 전함의 보조 임무를 수행하는 등 다양한 목적으로 운용되었지만, 제2차 세계 대전의 해전 양상이 항공모함에 탑재한 항공기에 의해 또는 지상 기지에서 출격한 항공기에 의해 주도되면서 멀리 떨어진 원양 (남대서양, 인도양 등)에서 행해지는 단독 작전 정도에나 투입되었다.
제2차 세계 대전 이후, 항공모함 전단이 주도하는 미국 해군과 대함 미사일을 통해 충분한 파괴력을 지니게 된 구축함 사이에서 순양함의 존재 의의를 쉽게 찾아보기 어렵게 되었으며, 독특한 전술 교리를 가진 구 소련 러시아 해군의 순양함과 미 해군의 이지스 순양함 외에 순양함을 운용하는 국가는 없다. (이탈리아 해군에 구형 순양함이 배치되어 있기는 하나, 순양함으로써의 운용을 하고 있지는 않다.)

## 미국과 러시아
미 해군의 타이콘데로가급 순양함은 이지스 시스템을 탑재하고 항공모함 전단의 함대방공함으로써의 역할을 수행하고 있으며, 러시아 해군의 슬라바급 순양함과 키로프급 순양함은 대량의 대함 미사일 및 대공 미사일을 탑재하고 단독으로 함대전을 벌일 수 있는 미사일 순양함 역할을 수행하고 있다. 이 외에도 구축함이라고 주장하지만, 크기는 순양함과 견줄만큼 큰 크기를 자랑하는 미국의 줌왈트급 구축함이 있다.